# كنديون يمنيون
الكنديون اليمنيون هم كنديون من أصل يمني أو يمنيين حصلوا على الجنسية الكندية. يتحدث معظم الكنديين اليمنيين اللغة العربية أو الإنجليزية أو الفرنسية. وفقًا لتعداد عام 2016، كان هناك 6645 كنديًا ادعوا أنهم من أصل يمني.
التعداد الكلي 8115 كندي من أصول يمنية.